# Åland
Åland (švédsky Fasta Åland, finsky Manner-Ahvenanmaa nebo Ahvenanmanner) je největší a nejvíce obydlený ostrov Aland, autonomního finského souostroví v Baltském moři. S rozlohou 685 km² je třetím největším finským ostrovem. Žije v něm 90 % obyvatel kraje a nachází se na něm hlavní město kraje Mariehamn. Tvoří 70 % rozlohy souostroví. Ze severu na jih je dlouhý 50 km a z východu na západ široký 45 km.